# 재현중학교 축구부
재현중학교 축구부는 서울특별시에 위치한 재현중학교의 축구부이다.

## 역사
1982년 창단하여 여러 선수들을 배출해왔으며,
2015년 기준 이민석 감독이 재현중학교의 축구부 감독직을 맡고 있다.

## 출신 인물
- 강상우
- 구성윤

## 같이 보기
- 재현중학교